# Братик Ден
«Братик Ден» (англ. Den Brother) — це оригінальний фільм каналу Disney Channel. У ролях зірка каналу Дісней Хатч Дано. Прем'єра в Америці відбулася 13 серпня 2010 року на кабельному телеканалі Disney Channel і зібрала аудиторію в 3,7 млн глядачів.

## Сюжет
Алекс Пірсон - самозакоханий старшокласник, який думає лише про себе. Головні інтереси Алекса - це Матісса, найгарніша дівчина в школі, і нова машина, яку обіцяв купити батько за хорошу поведінку. Але з поведінкою у Алекса проблеми. Його відсторонюють від команди з хокею, в якій він грає, а батько карає домашнім арештом. Тепер Алекс повинен довести, що він - турботливий брат і хороша людина ...

## В ролях
| Актор          | Роль             |
| -------------- | ---------------- |
| Хатч Дано      | Алекс Пірсон     |
| Джи Ханнеліус  | Емілі Пірсон     |
| Моріс Годен    | Профессор Пірсон |
| Девід Ламберт  | Дені Густов      |
| Келсі Чоу      | Матісс Буроу     |
| Дебра Муні     | Місіс Джеклітз   |
| Келлі Гулд     | Рейчел           |
| Кіара Мухаммад | Урсула           |
| Тейлор Ендер   | Еббі Гейл        |
| Хейлі Тджу     | Тіна             |
| Віккі Льюіс    | Діна Рамс        |

## Зйомки
Фільм був знятий на початку 2010 року в Солт-Лейк-Сіті, штат Юта.
1. 1 2 3 4 5 6 7 8 9 10 11 12 13 14 15 16 17 18 19 20 21 22 23 24 25  Den Brother — 2010.